# Sarah Padden

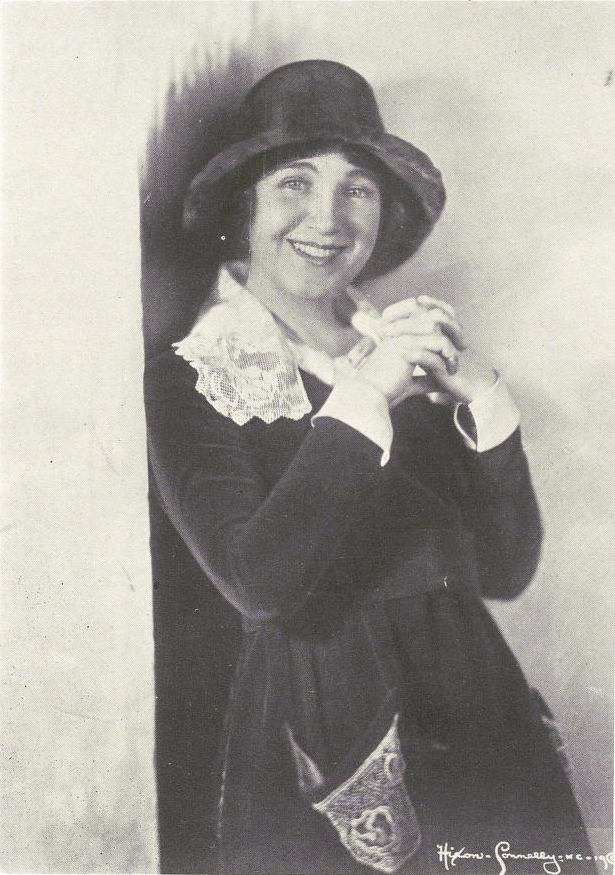
Sarah Padden (1918)

Sarah Ann Padden (* 16. Oktober 1881 in Sunderland, England; † 4. Dezember 1967 in Los Angeles, Kalifornien) war eine britisch-US-amerikanische Schauspielerin.

## Leben und Karriere
Sarah Padden emigrierte mit ihrer Familie 1889 aus England in die Vereinigten Staaten und lebte anschließend in South Carolina. Sie begann ihre Schauspielkarriere um die Jahrhundertwende beim Theater, wobei sie auch häufiger auf Vaudeville-Bühnen stand. Für 1906, 1908 und 1935 sind auch Auftritte am Broadway belegt.
Zwischen 1926 und 1958 spielte Padden in über 150 Kinofilmen, wobei sie oft als Nebendarstellerin in matronenhaften Rollen besetzt wurde. So verkörperte sie üblicherweise freundlich auftretende Mütter, Großmütter, Nachbarinnen, Vermieterinnen, alte Jungfern oder Haushälterinnen. Eine ihrer bekanntesten Rollen verkörperte sie als Mutter des Boxers Joe Palooka in der gleichnamigen B-Movie-Filmreihe bei Monogram Pictures. Neben Monogram spielte Padden auch noch häufiger bei anderen Studios wie Republic Pictures oder PRC, die auf kostengünstig produzierte Filme spezialisiert waren. Padden spielte unter der Regie von Fritz Lang 1943 eine markante Nebenrolle als Gemüsefrau in dem Anti-Nazi-Film Auch Henker sterben, die der Drehbuchautor Bertolt Brecht zunächst für seine Frau Helene Weigel vorgesehen hatte. Sieben Jahre später spielte sie nochmal unter Lang in dem Film noir Das Todeshaus am Fluß. Gegen Ende ihrer Karriere in den 1950er-Jahren kam Padden noch zu einigen Auftritten in US-Fernsehserien.
Padden war von 1916 bis zu ihrem Tod mit George Clarence Sackett verheiratet. Sie starb im Dezember 1967 im Alter von 86 Jahren.

## Filmografie (Auswahl)
- 1926: Obey the Law
- 1927: Der Held von Fort Runson (The Bugle Call)
- 1928: Companionate Marriage
- 1929: Wonder of Women
- 1929: The Sophomore
- 1930: Our Blushing Brides
- 1930: Geächtet, gefürchtet, geliebt – Billy the Kid (Billy the Kid)
- 1931: Bad Girl
- 1931: Mata Hari
- 1932: Menschen im Hotel (Grand Hotel)
- 1932: Feuerkopf (Red-Headed Woman)
- 1932: Rebecca of Sunnybrook Farm
- 1932: Rasputin: Der Dämon Rußlands (Rasputin and the Empress)
- 1933: Die weiße Schwester (The White Sister)
- 1933: The Power and the Glory
- 1933: Dr. Bull (Doctor Bull)
- 1933: Ann Vickers
- 1934: Men in White
- 1935: Stranded
- 1935: Mad Love
- 1935: Anna Karenina
- 1937: Youth on Parole
- 1938: Three Comrades
- 1938: Rich Man, Poor Girl
- 1938: Little Orphan Annie
- 1939: Die Abenteuer des Huckleberry Finn (The Adventures of Huckleberry Finn)
- 1939: Rivalen (Let Freedom Ring)
- 1939: Rache für Alamo (Man of Conquest)
- 1939: Sons of Liberty (Kurzfilm)
- 1939: Stunde Null (The Zero Hour)
- 1940: Der Tod des alten Zirkuslöwen (Chad Hanna)
- 1941: Die Frau mit der Narbe (A Woman’s Face)
- 1941: Die ewige Eva (It Started with Eve)
- 1941: Blutrache (The Corsican Brothers)
- 1942: Der wilde Bill (Wild Bill Hickok Rides)
- 1942: Die Narbenhand (This Gun for Hire)
- 1942: The Mad Monster
- 1942: Der große Wurf (The Pride of the Yankees)
- 1942: Um Leben und Tod (Law and Order)
- 1942: Dr. Gillespie’s New Assistant
- 1943: Auch Henker sterben (Hangmen Also Die!)
- 1943: So This Is Washington
- 1943: The North Star
- 1943: Jack London
- 1944: Sommerstürme (Summer Storm)
- 1944: So ein Papa (Casanova Brown)
- 1944: San Diego, I Love You
- 1944: Three Is a Family
- 1945: It’s in the Bag!
- 1945: Der Tod wohnt nebenan (The Unseen)
- 1945: Liebe in der Wildnis (Dakota)
- 1946: Breakfast in Hollywood
- 1946: Skandal im Sportpalast (Joe Palooka, Champ)
- 1946: Angel on My Shoulder
- 1947: Die Todesreiter von Kansas (Trail Street)
- 1947: Die Farm der Gehetzten (Ramrod)
- 1947: Hemmungslose Liebe (Possessed)
- 1948: Die Rückkehr des Whistler (The Return of the Whistler)
- 1948: Abenteuer im Wilden Westen (The Dude Goes West)
- 1949: Ein Fall für Detektiv Landers (Homicide)
- 1949: Frauen um Dr. Corday (The Doctor and the Girl)
- 1950: Das Todeshaus am Fluß (House by the River)
- 1950: The Lone Ranger (Fernsehserie, Folge 1x49 Der Augenzeuge)
- 1950: Mein Leben gehört mir (A Life of Her Own)
- 1951: Apachenschlacht am schwarzen Berge (Oh! Susanna)
- 1952: Big Jim McLain
- 1953–1955: The Life of Riley (Fernsehserie, 3 Folgen)
- 1955: König der Schauspieler (Prince of Players)
- 1956: Polizeibericht (Dragnet, Fernsehserie, Folge 5x19)
- 1958: Blindgänger der Kompanie (No Time for Sergeants)
- 1958: Girl with an Itch